# Cratere Peixe
Peixe  è un cratere sulla superficie di Marte.